# Ippodromo del Savio
L'Ippodromo del Savio, o Ippodromo Cesena Trotto, fu inaugurato il 9 aprile 1922 ed è gestito, unitamente all'Ippodromo dell'Arcoveggio di Bologna, da HippoGroup Cesenate S.p.A. Dal 2025 è classificato come «Ippodromo Nazionale».
Situato nella zona nord-occidentale del capoluogo romagnolo, e segnatamente nel quartiere Oltresavio, l'impianto deve il proprio nome al fiume Savio, che vi scorre poco distante. La struttura, ove si disputano esclusivamente corse di trotto, è attiva solo nella stagione estiva, anche considerata la grande presenza turistica nella vicina riviera romagnola, nel periodo compreso tra l'ultima settimana di giugno e la prima di settembre. Vi si tengono settimanalmente tre convegni di corse, ognuno dei quali prevede, in genere, otto corse.

## Caratteristiche
La pista da corsa è lunga 800 metri ad un metro dalla corda interna. La larghezza è di 22 metri nella dirittura d'arrivo e di 20 metri nella dirittura opposta, con un minimo di 18 metri all'apice delle curve.  
Il fondo pista è composto di vari strati: 
- sottofondo in ghiaia di natura molto sabbiosa;
- strato di 20 cm di scorie di carbone e pomice per dare elasticità e mantenere una corretta umidità;
- coppa di 10 cm, con polvere di frantoio e sabbia.

Nella dirittura la pendenza è del 5%, nelle curve dell'11,50%.
È presente anche una pista di allenamento lunga 700 metri ad 1 metro dalla corda interna, all'interno della stessa area della pista da corsa.
Nelle scuderie sono presenti 390 box, 60 sellerie, 5 magazzini, 2 mascalcie, una letamaia, ambulatorio veterinario, box di isolamento. Sono presenti poi alloggi e servizi per il personale, mensa, ristorante, bar.
Al suo interno sono ubicati tre ristoranti, oltre ad un parco giochi per bambini e una "Sala Bingo". Attigui il Circolo ippico cesenate di equitazione ed il Club ippodromo, centro sportivo polivalente (piscina, tennis, calcetto, palestra).
L'ippodromo può contenere 10000 persone di cui 3000 in tribuna coperta.

## Corse principali e Grandi Premi
Tra le altre, le corse di maggior richiamo sono il Gran Premio Città di Cesena, il Gran Premio Riccardo Grassi, il SuperFrustino Tomaso Grassi Award, il Gran Premio Avv. Augusto Calzolari e il Campionato europeo di trotto.